# Wirt (New York)
Wirt è un comune degli Stati Uniti d'America, situato nello stato di New York, nella contea di Allegany.